# Laura Cereta
Laura Cereta (Brescia, setembre de 1469—1499) va ser una de les grans dones humanistes i escriptores protofeministes del segle XV a Itàlia. Cereta va ser la primera a tractar temes de la dona. Va ser especialista a Brèscia, Verona i Venècia des de 1488 fins a 1492, coneguda pels seus escrits en forma de cartes a altres intel·lectuals. Les seves cartes contenen assumptes personals i records d'infància i tracten temes com l'educació de la dona, la guerra i el matrimoni. Com a primera gran humanista seguidora de Petrarca, Cereta va dir que buscava la fama i la immortalitat amb la seva escriptura. Pel que sembla, les seves cartes estaven destinades a un públic general.